# Черепашки-ниндзя (мультсериал, 2012) (2 сезон)
Второй сезон Черепашек-ниндзя выходил в эфир на канале Nickelodeon с 12 октября 2013 года по 26 сентября 2014 года в США.

## История создания
2 октября 2012 года Nickelodeon заказал второй сезон Черепашек-ниндзя.
Исполнительный продюсер Сиро Ниели подтвердил, что Мутагеноид будет играть большую роль во втором сезоне, а также, что для часового эпизода пригласят особых актёров, когда-то озвучивавших первых Черепашек-ниндзя (Кэм Кларк, Тоунсенд Колман, Барри Гордон и Роб Полсен), где они сыграют камео.
Кори Фелдман (который озвучивал Донателло в первом и третьем фильмах) был утверждён на роль Слэша. Появившийся во втором сезоне персонаж Кейси Джонс озвучивается Джошом Пеком.
Джейсон Биггз перестал озвучивать Леонардо после 19-й серии 2 сезона и был временно заменён Домиником Катрамбоном. Сет Грин начал озвучивать Леонардо в начале 3 сезона.

## Актёрский состав

### Главные роли
- Джейсон Биггз / Доминик Катрамбон — Леонардо (26 серий)
- Шон Астин — Рафаэль (26 серий)
- Грег Сайпс[англ.] — Микеланджело (26 серий)
- Роб Полсен — Донателло, Рафаэль из 80-х (26 серий)

### Повторяющиеся роли
- Хун Ли[англ.] — Хамато Йоши / Сплинтер (20 серий)
- Мэй Уитман — Эйприл О’Нил (17 серий)
- Нолан Норт — Крэнги, Ланк (16 серий)
- Джош Пек — Кейси Джонс (14 серий)
- Кевин Майкл Ричардсон — Ороку Саки / Шреддер (11 серий)
- Брайан Блум[англ.] — Капитан Дэш Кулстар (8 серий)
- Келли Ху — Караи (8 серий)
- Эрик Бауза[англ.] — Тигриный Коготь (7 серий)
- Скотт Менвилль[англ.] — Доктор Блип (7 серий)
- Клэнси Браун — Осторозуб / Рахзар (6 серий)
- Кейт Микуччи — Ирма (6 серий)
- Кристиан Ланц — Саблезуб (5 серий)
- Кит Сильверстин[англ.] — Кирби О’Нил (5 серий)
- Розанна Барр — Главный Крэнг (4 серии)
- Фил ЛаМарр — Бакстер Стокман / Стокман-Муха (4 серии)
- Кори Фельдман — Слэш (3 серии)
- Эндрю Кишино[англ.] — Фонг, Сид (2 серии)
- Питер Лури[англ.] — Кожеголовый (2 серии)
- Джим Мескимен[англ.] — Карлос Чанг О’Брайн Гамбе (2 серии)
- Сиро Ниели — Доставщик Пиццы (2 серии)
- Фред Таташор — Иван Стеранко, Гриб Гигант (2 серии)
- Роберт Форстер — Джек Куртцман (2 серии)

### Гостевые роли
- Льюис Блэк — Паукус
- Барри Гордон — Донателло из 80-х
- Гилберт Готтфрид — Верховный Крэнг
- Джон Димаджио — Пиццаликий
- Таунсенд Колман[англ.] — Микеланджело из 80-х
- Кэм Кларк — Леонардо из 80-х
- Джеффри Комбс — Крысиный Король
- Кассандра Петерсон — Мисс Кэмпбэлл
- Пол Рубенс — Сэр Малахай
- Джеймс Си — Цой
- Саб Симоно[англ.] — Мураками
- Роджер Крэйг Смит — Мутагеноид
- Дж. Б.Смув — Антон Зек
- Дэнни Трехо — Нейтритон
- Кэри Уолгрен — Джоан Гроди
- Джеймс Хонг — Хо Чан

## Эпизоды
| № общий | № в сезоне | Название                                                                      | Режиссёр                                       | Автор сценария                         | Премьера в США        | Произв. код | Зрители США (миллионы) |
| --- | ---------- | ----------------------------------------------------------------------------- | ---------------------------------------------- | -------------------------------------- | --------------------- | ----------- | ---------------------- |
| 27 | 1          | «The Mutation Situation» «Ситуация с мутацией»                                | Sebastian Montes и Ciro Nieli                  | Brandon Auman                          | 12 октября 2013 года  | 201         | 2.68                   |
| Миссия черепашек по остановке доставки мутагена Крэнгов к Шреддеру заканчивается тем, что канистры с мутагеном разбрасываются по всему городу. Одна из них попадает в Кирби О'Нила, мутируя его в вампировую летучую мышь. Расстроенная в своих друзьях, Эйприл уходит из команды черепашек. |            |                                                                               |                                                |                                        |                       |             |                        |
| 28 | 2          | «Invasion of the Squirrelanoids» «Нашествие белконоидов»                      | Michael Chang                                  | Todd Garfield                          | 19 октября 2013 года  | 203         | 2.61                   |
| Во время поиска канистр с мутагеном, черепашки обнаруживают белку, которая залезла в глотку бездомного человека. После того, как черепашки приносят его домой и исследуют, они узнают шокирующую правду о том, что белки размножаются в желудках, а затем сбегают. |            |                                                                               |                                                |                                        |                       |             |                        |
| 29 | 3          | «Follow the Leader» «Следуй за лидером»                                       | Alan Wan                                       | Eugene Son                             | 2 ноября 2013 года    | 202         | 2.49                   |
| Шреддер уезжает в Японию, чтобы собрать новую армию и оставляет Караи за главную. У Леонардо серьёзные проблемы с братьями насчёт его лидерства, но когда Караи берёт его в плен, остальные должны найти способ спасти Леонардо и понять как победить фут-клановцев. |            |                                                                               |                                                |                                        |                       |             |                        |
| 30 | 4          | «Mutagen Man Unleashed» «Мутагеноид на свободе»                               | Sebastian Montes                               | Kevin Burke и Chris "Doc" Wyatt        | 9 ноября 2013 года    | 204         | 2.67                   |
| Донни начинает сильно ревновать Эйприл к ученику школы, Кейси Джонсу, и он рассказывает все свои печали Тимати. Мутировавший Пульверизатор поглощает экспериментальный мутаген, что приводит к тому, что у него формируются ноги и руки и он становится «Мутагеноидом», затем сбегает, чтобы найти Эйприл. |            |                                                                               |                                                |                                        |                       |             |                        |
| 31 | 5          | «Mikey Gets Shellacne» «Майки в прыщах»                                       | Alan Wan                                       | Thomas Krajewski                       | 16 ноября 2013 года   | 205         | 2.67                   |
| Микеланджело играет с образцами ретро-мутагена и это приводит к появлению опасных прыщей, которые выходят из под контроля. Черепашки отправляются к обломкам ИТКИ, чтобы найти молекулярную центрифугу, чтобы создать антидот для Майки, но встречают там Бакстера Стокмана. Без центрифуги не будет антидота и Майки будет обречён. Он делает всё, чтобы найти центрифугу и это приводит к схватке с Острозубом, который мутирует в мутанта-оборотня, супер-мутанта "Рахзара".                                                                 |            |                                                                               |                                                |                                        |                       |             |                        |
| 32 | 6          | «Target: April O'Neil» «Цель: Эйприл О'Нил»                                   | Michael Chang                                  | Nicole Dubuc                           | 23 ноября 2013 года   | 206         | 2.54                   |
| Крэнги и Караи продолжают их охоту за Эйприл. После того как Эйприл навлекла много бед на своих друзей, она должна преодолеть свою злость к черепашкам и вернуться в команду. |            |                                                                               |                                                |                                        |                       |             |                        |
| 33 | 7          | «Slash and Destroy» «Круши и уничтожай»                                       | Sebastian Montes                               | Gavin Hignight                         | 30 ноября 2013 года   | 207         | 2.51                   |
| После того как домашняя черепашка Рафаэля Спайк пьёт мутаген, он мутирует в громадную черепаху-мутанта и меняет себе имя на «Слэш». Он предлагает Рафу сформировать новую команду и бороться бок о бок и Раф соглашается. На самом деле, настоящие мотивы Слэша — это уничтожение Лео, Донни и Майки. |            |                                                                               |                                                |                                        |                       |             |                        |
| 34 | 8          | «The Good, the Bad, and Casey Jones» «Хороший, плохой, и Кейси Джонс»         | Michael Chang                                  | Johnny Hartmann                        | 2 февраля 2014 года   | 209         | 2.69                   |
| Кейси Джонс обещает своему городу Нью-Йорку защищать его от нападений ниндзя и мутантов. В итоге Кейси встречает Рафаэля (который был в плохом настроении) и так как Рафаэль и ниндзя и мутант, Кейси видит в нём угрозу. Кейси преследует Рафа до логова и обнаруживает там Сплинтера, остальных черепашек, а также его подругу Эйприл. Не подозревая об этом, Кейси привёл за собой фут-ботов в логово черепашек. Кейси и Раф должны примириться, пока местонахождение логова не узнал враг.                                                  |            |                                                                               |                                                |                                        |                       |             |                        |
| 35 | 9          | «The Kraang Conspiracy» «Заговор Крэнгов»                                     | Alan Wan                                       | Brandon Auman                          | 9 февраля 2014 года   | 208         | 2.87                   |
| Эйприл чувствует себя отдалённой от команды и решает пойти с черепашками на миссию по исследованию заново построенного ИТКИ. Во время миссии, Эйприл узнаёт больше о своём прошлом от таинственного человека. |            |                                                                               |                                                |                                        |                       |             |                        |
| 36 | 10         | «Fungus Humungous» «Гигантский гриб»                                          | Sebastian Montes                               | Mark Henry                             | 16 февраля 2014 года  | 210         | 2.81                   |
| После того как мутировавшие грибы распространяются по канализации, их поры заставляют черепашек, Эйприл и Кейси испытывать их самые худшие страхи. Леонардо должен преодолеть свой самый худший страх — потерять команду — и победить главного гриба. |            |                                                                               |                                                |                                        |                       |             |                        |
| 37 | 11         | «Metalhead Rewired» «Возвращение Металлической Головы»                        | Alan Wan                                       | Peter Di Cicco                         | 23 февраля 2014 года  | 211         | 2.66                   |
| Донни модернизирует Металлическую Голову, добавляя ему новые возможности в программу, вследствие чего черепашки начинают волноваться насчёт него. В это же время, черепашки должны противостоять Крэнгам, которые похищают мутантов, чтобы потом контролировать их. |            |                                                                               |                                                |                                        |                       |             |                        |
| 38 | 12         | «Of Rats and Men» «О крысах и людях»                                          | Sebastian Montes                               | Todd Garfield                          | 2 марта 2014 года     | 212         | 2.7                    |
| Когда Крысиный Король возвращается, Сплинтер должен преодолеть его страх перед ним, чтобы победить. Микеланджело приносит в логово кошку, которая позже ест мороженое, смешанное с мутагеном, и мутирует в кошку-мороженое. |            |                                                                               |                                                |                                        |                       |             |                        |
| 39 | 13         | «The Manhattan Project» «Манхэттенский проект»                                | Michael Chang и Alan Wan                       | Brandon Auman и John Shirley           | 14 марта 2014 года    | 997         | 2.36                   |
| Когда Шреддер возвращается из Японии с новым союзником, мутировавшим Бенгальским тигром по имени Тигриный Коготь, Лео нуждается в помощи Сплинтера. В это же время, Донни должен отложить в сторону недоброе отношение к Кейси и выяснить, что вызывает частые землетрясения в Нью-Йорке. |            |                                                                               |                                                |                                        |                       |             |                        |
| 40 | 14         | «Wormquake!» «Черветрясение!»                                                 | Michael Chang и Alan Wan                       | Brandon Auman и John Shirley           | 14 марта 2014 года    | 997         | 2.36                   |
| Когда Шреддер возвращается из Японии с новым союзником, мутировавшим Бенгальским тигром по имени Тигриный Коготь, Лео нуждается в помощи Сплинтера. В это же время, Донни должен отложить в сторону недоброе отношение к Кейси и выяснить, что вызывает частые землетрясения в Нью-Йорке. |            |                                                                               |                                                |                                        |                       |             |                        |
| 41 | 15         | «Mazes & Mutants» «Лабиринты и мутанты»                                       | Michael Chang                                  | Eugene Son                             | 27 апреля 2014 года   | 215         | 2.67                   |
| Черепашки пытаются расслабиться, играя в ролевую игру, которая называется «Лабиринты и мутанты», но игра становится реальностью, когда мутировавший домашний воробей посылает черепашек в игру, где им предстоит пройти через лабиринт, победить дракона и спасти принцессу Эйприл. |            |                                                                               |                                                |                                        |                       |             |                        |
| 42 | 16         | «The Lonely Mutation of Baxter Stockman» «Одинокая мутация Бакстера Стокмана» | Sebastian Montes                               | Brandon Auman                          | 4 мая 2014 года       | 216         | 2.32                   |
| Донни наконец заканчивает ретро-мутаген, который должен превратить Кирби обратно в человека. Бакстер Стокман мутирует в муху из-за того, что провалил попытки создать идеальную армию мутантов для Шреддера. Узнав о ретро-мутагене, Бакстер берёт Эйприл в заложники и обещает освободить её взамен на мутаген. |            |                                                                               |                                                |                                        |                       |             |                        |
| 43 | 17         | «Newtralized!» «Нейтритон»                                                    | Alan Wan                                       | Gavin Hignight                         | 11 мая 2014 года      | 217         | 2.03                   |
| Между Рафом и Кейси возникает проблема из-за того, что Кейси не способен сражаться с более серьёзными мутантами. Всё становится ещё хуже, когда Кейси и Раф знакомятся с новым другом Слэша Нейтритоном. |            |                                                                               |                                                |                                        |                       |             |                        |
| 44 | 18         | «Pizza Face» «Пиццеликий»                                                     | Sebastian Montes                               | Kevin Burke и Chris "Doc" Wyatt        | 18 мая 2014 года      | 219         | 2.29                   |
| Когда ожившая пицца начинает зомбировать людей, в том числе Эйприл, Сплинтера, Лео, Рафа и Донни, Майки должен найти способ как остановить их лидера, пиццу-пеперони с грибами по имени Пиццеликий. Примечание: В этом эпизоде Леонардо озвучивает Доминик Катрамбон, вместо Джейсона Биггза. |            |                                                                               |                                                |                                        |                       |             |                        |
| 45 | 19         | «The Wrath of Tiger Claw» «Гнев Тигриного Когтя»                              | Michael Chang                                  | Christopher Yost                       | 8 июня 2014 года      | 218         | 2.30                   |
| Тигриный Коготь возвращается и собирается с помощью Караи выяснить, где находится логово черепашек и отомстить им. Их план проваливается, когда Караи узнаёт правду о том, что она на самом деле давно потерянная дочь Сплинтера Мива. Она отворачивается от Шреддера и Фут Клана. К несчастью для Караи, Шреддер ловит её и запирает в камере. Примечание: Джейсон Биггз озвучивает Леонардо в последний раз. |            |                                                                               |                                                |                                        |                       |             |                        |
| 46 | 20         | «The Legend of the Kuro Kabuto» «Легенда о Куро Кабуто»                       | Alan Wan                                       | Doug Langdale                          | 15 июня 2014 года     | 220         | 1.87                   |
| Лео пытается уговорить братьев пойти на миссию по спасению Караи. В это время Антон Зэк, нанятый Иваном Стеранко, крадёт шлем Шреддера, «Куро Кабуто». Позже черепашки получают Куро Кабуто и решают использовать его в качестве обмена на Караи. Примечание: Леонардо озвучивается Домиником Катрамбоном последние шесть эпизодов сезона. |            |                                                                               |                                                |                                        |                       |             |                        |
| 47 | 21         | «Plan 10» «План 10»                                                           | Michael Chang                                  | Henry Gilroy                           | 22 июня 2014 года     | 221         | 2.13                   |
| Когда Рафаэль меняется мозгами с Крэнгом с помощью их нового оружия, он должен найти способ вернуться в своё тело перед тем как «План 10» начнёт своё действие. |            |                                                                               |                                                |                                        |                       |             |                        |
| 48 | 22         | «Vengeance is Mine» «Отмщение»                                                | Sebastian Montes                               | Peter Di Cicco                         | 29 июня 2014 года     | 222         | 2.17                   |
| Лео идёт на спасение Караи, несмотря на предупреждения Сплинтера. После того как миссия прошла успешно, Караи решает вернуться и разобраться со Шреддером за то, что он убил её мать и столько времени лгал ей, но вещи принимают неожиданный оборот. Караи случайно падает в чан с мутагеном, который мутирует её в змее-подобное создание, которое лишает её рассудка. |            |                                                                               |                                                |                                        |                       |             |                        |
| 49 | 23         | «A Chinatown Ghost Story» «История призрака из Чайнатаун»                     | Alan Wan                                       | Randolph Heard                         | 12 сентября 2014 года | 223         | 1.33                   |
| Пурпурные Драконы освобождают злой дух Хо Чана из династии Шан. Он похищает Эйприл и её одноклассницу Ирму, и планирует высосать из них жизненные силы. Донни и Кейси должны объединиться, чтобы спасти Эйприл и Ирму, а также Лео, Рафа и Майки, которых контролирует призрак. |            |                                                                               |                                                |                                        |                       |             |                        |
| 50 | 24         | «Into Dimension X!» «В Измерение X!»                                          | Sebastian Montes                               | Doug Langdale                          | 19 сентября 2014 года | 224         | 1.70                   |
| После получения сообщения от Кожеголового из Измерения X, Майки проходит через портал, чтобы спасти его. Вслед за ним отправляются его братья. |            |                                                                               |                                                |                                        |                       |             |                        |
| 5152 | 2526       | «The Invasion» «Вторжение»                                                    | Michael Chang (1-я часть) Alan Wan (2-я часть) | Brandon Auman John Shirley (2-я часть) | 26 сентября 2014 года | 225         | 1.63                   |
| 1-я часть: Для последней попытки мести Сплинтеру и его сыновьям, Шреддер объединяется с Крэнгами и последние начинают вторжение. Крэнги устраивают атаку на Нью-Йорк, а Донни и Лео спорят о способах остановить вторжение. 2-я часть: Дом черепашек оказался уничтожен Ирмой, которая на самом деле оказалась Крэнгом. Мутаген был доработан Крэнгами. Черепашки, Эйприл и Кейси должны выжить в Нью-Йорке в самый пик вторжения. Лео идёт лицом к лицу с армией Шреддера, в то время как Кожеголовый и Сплинтер сражаются со Шреддером самим. |            |                                                                               |                                                |                                        |                       |             |                        |